# 윈 깁슨
윈 깁슨(Wynne Gibson, 1905년 7월 3일 ~ 1987년 5월 15일)은 미국의 배우이다.

## 영화
- 캡틴 헤이트 더 씨 (1934년)
- 나이트 애프터 나이트 (1932년)
- 시티 스트리트 (1931년)
- 칠드런 오브 프레져 (1930년)